# Rapisma xizangense
Rapisma xizangense är en insektsart som beskrevs av C.-k. Yang 1993. Rapisma xizangense ingår i släktet Rapisma och familjen Rapismatidae. Inga underarter finns listade i Catalogue of Life.